# Liste des digimon
Cet article concerne la liste non exhaustive des digimon. Pour plus d'information concernant la nature exacte des digimon, voir Digimon (créature).

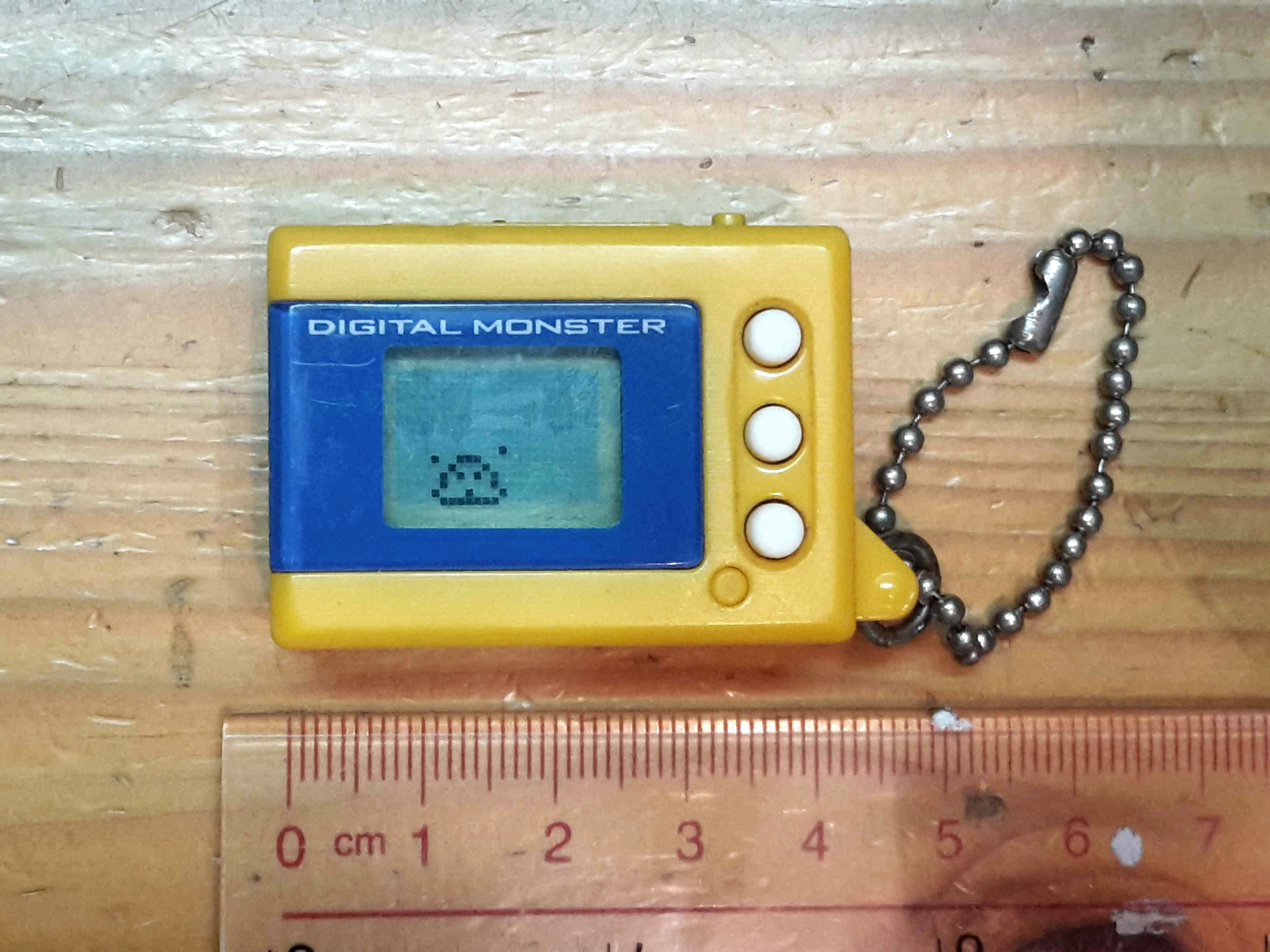
Modèle de virtual pet DigiMon.

Cet article est une liste non exhaustive regroupant toutes les espèces de digimon, ainsi que d'autres formes de vies numériques, recensées dans la franchise japonaise Digimon (incluant virtual pets, jeux de cartes, mangas, animes, jeux vidéo et jouets), créée par Akiyoshi Hongo. Dans l'anime, ces créatures sont généralement décrites comme étant des monstres composés de données, résidant dans un univers parallèle nommé le digimonde (ou monde digital).
Les digimon sont initialement présentés en 1995 sous la forme de jouets nommés virtual pets. Ils se présentent quelques années plus tard sous forme de cartes à jouer, bien qu'il existe plusieurs exceptions comme c'est le cas notamment pour UlforceVeedramon Mode Futur, qui apparaît pour la première fois dans le manga Digimon Adventure V-Tamer 01, ou NiseAgumon Hakase, qui n'apparait que dans l'encyclopédie Digimon officiel du site web japonais de Namco Bandai. À l'exception notable d'Yggdrasil, les formes de vie digitale autres que les digimon sont souvent tirés des animes, mangas, ou jeux vidéo, et qui apparaissent plus tard dans les cartes. Généralement, les graphistes et scénaristes s'occupent des designs, et la compagnie Bandai organise des concours publics permettant aux fans de soumettre leurs idées ; des digimon, tels que CatchMamemon et Cyberdramon, proviennent d'idées et propositions des fans.
Les différents noms listés sont, par défaut, en anglais ou japonais. En Occident, ils sont habituellement traduits du japonais à l'anglais, et repris dans les saisons de l'anime, notamment en français. Les digimon classés X (sous possession de l'anticorps X) sont des versions améliorés de digimon originaux. Sur Internet, les listes de digimon sont appelées « digidex », ou encyclopédies Digimon. 

## Listes
- Liste des digimon (A–K)
- Liste des digimon (L–Z)